# Arrasate
Arrasate oder Mondragón (offiziell Arrasate/Mondragón; baskisch Arrasate; spanisch Mondragón) ist eine Stadt im spanischen Baskenland. Der im Südwesten der Provinz Gipuzkoa am Fluss Deba gelegene Ort hat 22.123 Einwohner (Stand: 2024).
Arrasate/Mondragón ist ein bedeutender Industriestandort und vornehmlich durch die dort gegründete Genossenschaft Mondragón Corporación Cooperativa bekannt. Dieses von José María Arizmendiarrieta maßgeblich beeinflusste Unternehmen ist die weltgrößte Genossenschaft; sie trug 2002 3,7 % des baskischen Bruttoinlandsproduktes bei.

## Geschichte
Die Besiedlung des Gebietes von Mondragón lässt sich bis in die Steinzeit nachweisen. Erwähnt wird die Stadt erstmals im 13. Jahrhundert, nachdem durch den Eintritt von Gipuzkoa in das Königreich Kastilien im Jahr 1200 eine Reihe von Städten in der Region gegründet wurden. 1260 wurde dem Ort Arrasate von König Alfons X. von Kastilien der Name Mondragón und die Fueros de Vitoria (Sonderrechte) verliehen.
1897 wurde in den Kuranlagen von Santa Águeda de Gesalibar in Mondragón der spanische Regierungschef Antonio Cánovas del Castillo durch den italienischen Anarchisten Michele Angiolillo ermordet.
Im 20. Jahrhundert stieg die Bevölkerungszahl im Rahmen der Industrialisierung deutlich an.
Am 7. März 2008, nur zwei Tage vor den spanischen Parlamentswahlen 2008, erschossen ETA-Terroristen den ortsansässigen ehemaligen Stadtrat Isaías Carrasco.

## Partnerschaft
Mit der spanischen Gemeinde Higuera de la Serena in der Provinz Badajoz (Extremadura) besteht eine Partnerschaft.

## Einzelnachweise

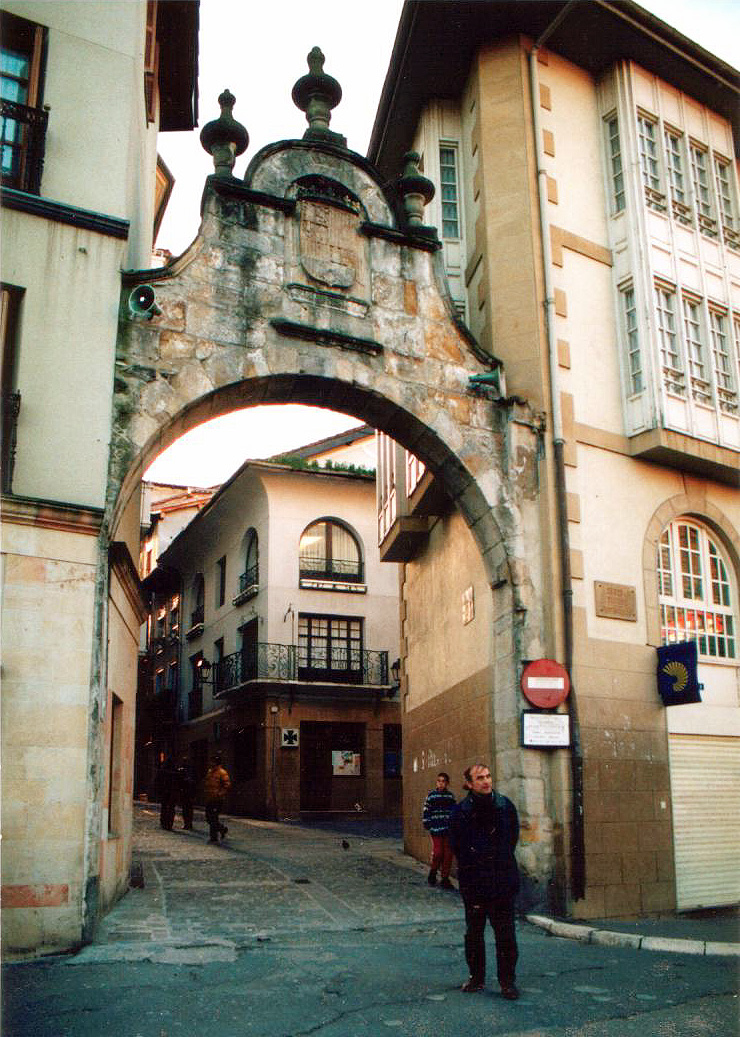
Puerta de Arrasate